# Likhoele
Der Likhoele ist ein Berg in Lesotho.

## Lage und Umgebung
Der Likhoele ist 2110 m hoch. Er erhebt sich im Westen von Lesotho. Am Westhang liegt die Kommune Makaota.
Südöstlich erhebt sich der Maboloka auf 2028 m.